# Герб Кемеровской области
Герб Кемеровской области — Кузбасса — символ Кемеровской области, наряду с флагом и гимном. 
Принят 26 февраля 2020 года. Прежняя версия герба принята 7 июня 2002 года.

## Описание и обоснование символики
Геральдическое описание (блазон) гласит:
В червлёном поле на включённой зелёной оконечности — чёрная пирамида, уходящая за края по сторонам и обременённая золотыми киркой и молотом накрест поверх трёх золотых хлебных колосьев, стебли которых (не имеющие листьев) внизу простираются в оконечность. Поверх вершины пирамиды находится золотая звезда с пятью лучами, из которых верхний касается границы щита, а два нижних продлены поверх склонов пирамиды до краев. Щит увенчан золотой земельной короной и окружен двумя лентами ордена Ленина.
Пирамида (треугольник) черного цвета, усеченная с боков и окаймленная узкой золотой полосой, символизирует горно-добывающую промышленность Кемеровской области — Кузбасса, на территории которой находится один из крупнейших в России Кузнецкий угольный бассейн (Кузбасс).
Треугольник, обращенный одним углом вверх, – величественный символ решительности, развития, духовного подъема и материального развития. В традиционной, многовековой символике природных стихий такой треугольник обозначает огонь, указывая, таким образом, на заключенную в угле энергию. Это подчеркивает и золотой контур, выделяющий пирамиду на красно-зеленом поле.
Симметричные участки поля червленого (красного) цвета в верхних углах щита символизируют раскаленный металл, жар печей на крупных металлургических заводах Новокузнецка, Гурьевска, а также богатство недр Кузбасса. Зеленая часть поля в нижней части щита символизирует природные богатства и заботу об охране окружающей среды.
Пирамида завершена золотой звездой с пятью лучами. Звезда, в сочетании с красным полем герба, символизирует мужество, стойкость, героизм, проявленные жителями Кузбасса в различных сражениях по защите Российского государства на протяжении всей истории региона. 
Звезда – символ путеводности, стремления к достижению цели, вечности, мечты.
Молот и кирка – устойчивый символ горнорудной промышленности, сыгравшей ведущую роль в истории региона. Вместе с тем молот указывает на кузнечный труд и, таким образом, делает герб гласным (указывающим на топоним «Кузбасс»).
Перекрещенные кузнечный молот и кирка символизируют не только тяжелую промышленность как основу экономики Кемеровской области — Кузбасса и основную сферу деятельности местного населения, но и объединение сил ради высшей цели.
Колосья символизируют важность сельского хозяйства в экономике Кемеровской области — Кузбасса, плодородие и изобилие и рекультивацию земель.
Три колоса, устремленные вверх из зеленого поля и проходящие за киркой и молотом, — символ единства трудов человека и природных богатств.
Обрамление герба орденскими лентами ордена Ленина отражает исторический факт награждения региона. Указами Президиума Верховного Совета СССР от 1 февраля 1967 года и от 31 декабря 1970 года Кемеровская область была дважды удостоена орденом Ленина за большие успехи в развитии промышленного производства, особенно отраслей угольной промышленности, черной металлургии и химии.
Земельная корона служит статусным геральдическим атрибутом, указывающим на значение Кемеровской области — Кузбасса как субъекта Российской Федерации.
Каждая из тинктур (геральдических цветов) обусловлена в историческом аспекте. Черный цвет является одним из основных цветов исторического герба Сибири, а остальные цвета герба области соотносятся с расцветкой действующей реконструкции символики Кузнецка, а также с цветами элементов герба Тобольского наместничества и поля герба Томской губернии. Традиционные символические толкования тинктур также дополняют значение герба: черный цвет символизирует мудрость; золото (желтый цвет) — благодать и богатство; червлень (красный цвет) — мужество, жизненную силу; зеленый цвет — молодость и надежду.

## История

### Герб 1994 года
Первый вариант герба Кемеровской области, представлял собой геральдический щит французской формы, разделенный на две равные половины. В верхней части щита - изображение серебряной лошади с червлеными глазами и языком на зеленом фоне. Нижняя часть щита - золотого цвета, на фоне которого изображение кузницы с принадлежащими ей орудиями (темно-белое цетовое сочетание, кирпичная печь и огонь в ней - красного цвета). Щит увенчан золотой стилизованной "древнерусской" короной с белыми жемчужинами и пурпурным подкладом. Между короной и гербовым щитом помещена красная Александровская лента. Щитодержатели - два соболя темного цета. Под щитом - изображение скрещенных орудий (золотые молот и кирка с серебряными рукоятями. Герб обрамлен фигурной рамкой темного цвета. За основу герба Кемеровской области взяты исторические гербы Кузнецкого уезда и Царства Сибирского. Разработчиками являлились Ю. П. Алехин, В. В. Бобров, А. М. Кулемзин, Л. Ф. Кузнецова, В. А. Сергиенко.
Герб был утвержден распоряжением администрации Кемеровской области №774-р от 10 октября 1994 года.

### Герб 2002 года
До 2020 года использовался герб со следующими внешними украшениями:
Герб обрамлен дубовым венком, определяющим статус Кемеровской области как субъекта Российской Федерации, наделенного правами государственной власти. Нижняя часть венка переплетена орденской лентой ордена Ленина, которым Кемеровская область была награждена дважды: в 1967 году и 1970 году. В центральной части орденской ленты обозначена дата: 1943 г. - год образования Кемеровской области. В разрыве дубового венка над центром гербового щита изображена корона в виде стилизованной полной чаши, символизирующей богатство Кузбасса.
Герб был утвержден Законом Кемеровской области №42-ОЗ от 7 июня 2002 г. "О символике Кемеровской области".
Из-за несоответствий методическим рекомендациям Геральдического совета при Президенте РФ гербу Кемеровской области (в версии 2002 г.) было отказано в государственной регистрации. Утвержден Законом Кемеровской области №42-ОЗ от 7 июня 2002 г. "О символике Кемеровской области".